# Suède aux Jeux olympiques d'hiver de 1980
La Suède participe aux Jeux olympiques d'hiver de 1980 à Lake Placid aux États-Unis du 13 au 24 février 1980. Il s'agit de sa treizième participation à des Jeux d'hiver.
La délégation suédoise est composée de 61 athlètes : 49 hommes et 12 femmes.

## Liste des médaillés
| Sport                  | Discipline             | Athlète(s) |
| Médaille d'or : 3      |                        | |
| Ski alpin              | Géant hommes           | Ingemar Stenmark |
| Ski alpin              | Slalom hommes          | Ingemar Stenmark |
| Ski de fond            | 15 km classique hommes | Thomas Wassberg |
| Médaille de bronze : 1 |                        | |
| Hockey sur glace       | Tournoi masculin       | Pelle Lindbergh William Löfqvist Tomas Jonsson Sture Andersson Ulf Weinstock Jan Eriksson Tommy Samuelsson Mats Waltin Thomas Eriksson Per Lundqvist Mats Åhlberg Håkan Eriksson Mats Näslund Lennart Norberg Bengt Lundholm Leif Holmgren Bo Berglund Dan Söderström Lars Molin |

| Sport            | Médaille d'or, Jeux olympiques | Médaille d'argent, Jeux olympiques | Médaille de bronze, Jeux olympiques | Total |
| ---------------- | ------------------------------ | ---------------------------------- | ----------------------------------- | ----- |
| Ski alpin        | 2                              | 0                                  | 0                                   | 2     |
| Ski de fond      | 1                              | 0                                  | 0                                   | 1     |
| Hockey sur glace | 0                              | 0                                  | 1                                   | 1     |
| Total            | 3                              | 0                                  | 1                                   | 3     |